# Yigoga celsicola
Yigoga celsicola là một loài bướm đêm trong họ Noctuidae.